# Ричард Эджкамб (1499 - 1562)

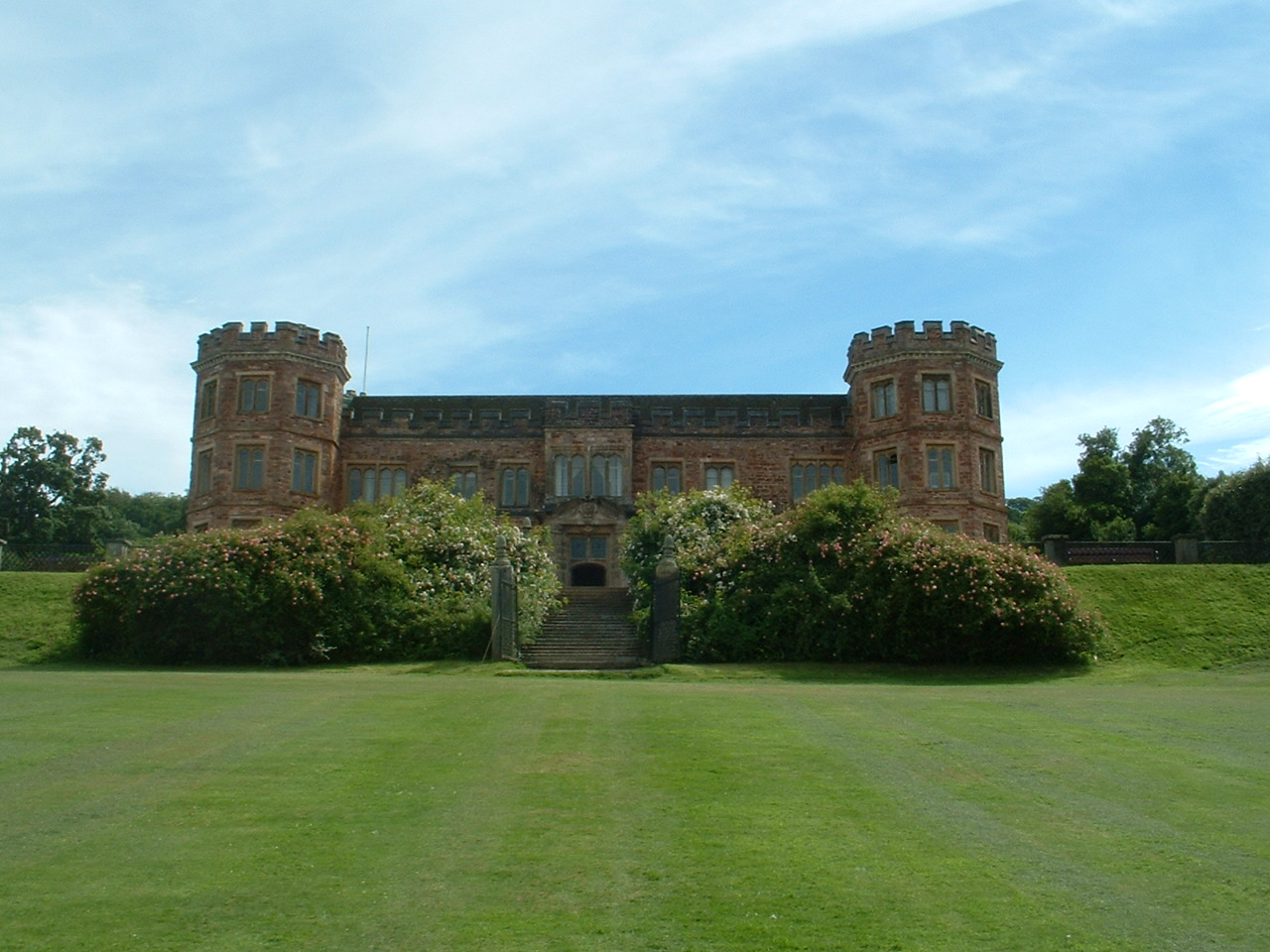
Маунт-Эджкамб-хаус, построенный сэром Ричардом Эджкамбом

Сэр Ричард Эджкамб (англ. Sir Richard Edgcumbe; 1499 — 1 февраля 1562) — английский придворный и политик.

## Происхождение
Ричард Эджкамб был старшим сыном сэра Питера (или Пирса) Эджкамба (1468/1469 — 14 августа 1539 года) из Котела, Корнуолл, и его первой жены, Джейн Дернфорд, дочери и наследницы Джеймса Дернфорда из Стоунхауса (Девон) и вдовы Чарльза Дайнема из Натвелла (Девон).
От первого брака своего отца у Ричарда Эджкамба было два брата и три сестры. Его мать, Джейн, умерла до 1525 года, а его отец женился на Кэтрин Сент-Джон, дочери сэра Джона Сент-Джона из Блетсо и вдове сэра Граффуда ап Риса из Кармартена.

## Карьера
Ричард Эджкамб и его брат вошли в Линкольнс-Инн 2 февраля 1517 года. Внук Эджкамба, Ричард Кэрью, говорит, что учился в Оксфорде, но об этом нет других записей. Он был одним из рыцарей, созданных Эдвардом Сеймуром, 1-м графом Хартфордом, 18 октября 1537 года, и два года спустя унаследовал поместья своего отца. На части собственности Стоунхаус, которая перешла к семье через его мать и которую сэр Пирс уже приобрел, он построил дом, названный им Маунт-Эджкамб, который был завершен в 1553 году.
Ричард Эджкамб был избран членом парламента от Корнуолла в 1542 и 1547 годах. Он был верховным шерифом Девона в 1543 и 1552 годах, верховным шерифом Корнуолла в 1556 году, а в 1557 году назначен комиссаром сбора в Корнуолле, чтобы призвать и вооружить триста человек. Томас Кромвель похвалил его за ясность отчетов, которые он присылал с квартальных сессий.
Он гордился своим хозяйством, заботился о том, чтобы всегда иметь под рукой двухлетний запас всего необходимого для себя и своей семьи, и хранил в сундуке для текущих нужд сумму денег, которой никогда не позволял опускаться ниже 100 фунтов стерлингов. За свое гостеприимство он получил прозвище «старый добрый рыцарь замка». Он умер 1 февраля 1562 года, как показала инквизиция по его завещанию, и был похоронен в церкви Мейкера под надгробной плитой, надпись на которой гласит, что он умер 1 декабря 1561 года.

## Браки и дети
Ричард Эджкомб женился первым браком около 1516 года на Элизабет Арундел, дочери сэра Джона Арундела (ок. 1474 — 8 февраля 1545) из Ланхерна, Корнуолл, от первой жены, леди Элинор Грей, дочери Томаса Грея, 1-го маркиза Дорсета, и Сесилии Бонвилл, 7-й баронессы Харингтон. Первый брак был бездетным. В 1535 году вторым браком Ричард Эджкамб женился на Элизабет Трегиан, дочери Джона Трегиана из Голдена, Корнуолл, от которой у него было четверо сыновей, включая Питера Эджкамба и Ричарда Эджкамба, и четыре дочери. В третий раз он женился на Уинифред Эссекс, дочери сэра Уильяма Эссекса из Ламборна, графство Беркшир. Третий брак также был бездетным.
- Пирс (или Питер) Эджкамб (1536—1608), старший сын, был шерифом Девона (1566) и Корнуолла (1569) и представлял округ Корнуолл в Палате общин в 1562—1563, 1572, 1588 и 1592 годах, а также округ Лискирд в Палате общин в 1584 и 1586 годах.

- Ричард Эджкамб, второй сын, был членом парламента от Тотнеса в 1562—1563 годах[3].